# ホンタイジ
ホンタイジ（満洲語：ᡥᠣᠩ
ᡨᠠᡳᠵᡳ　メレンドルフ式転写：hong taiji、皇太極,日本語読み:こうたいぎょく、1592年11月28日 - 1643年9月21日）は、清（後金）の第2代皇帝。君主としての称号は満洲語でスレ・ハン（sure han）、モンゴル語でセチェン・ハーン。皇太極は皇太子、黄台吉とも表記される。三田村泰助は明の陳仁錫『山海紀聞』や李朝の『朝鮮王朝実録』の「仁祖実録」などを根拠に、本名は「ヘカン」であったとする説を提示している (後述)。
なお、「ホンタイジ」という単語は上述の通り「皇太子」や「王」「副王」などの意味を含んでおり、満洲人以外のユーラシア大陸北方遊牧民の間で広く使われた君主号の一種であり、本記事の人物以外にも「ホンタイジ」を名乗った者は多く、同時代だけを見ても複数いる。例えばホンタイジの死後、乾隆帝によって滅ぼされたジュンガルの歴代王は「ホンタイジ」の称号を名乗っていた。

## 生涯

### 生い立ち
ホンタイジは11歳の時に生母（イェヘ･ナラ氏モンゴ･ジェジェ）を亡くした。以後、マングルタイ、デゲレの生母のフチャ（富察）氏に面倒を見てもらった。マングルタイはヌルハチの五男なのでスンジャチ・アゲ（sunjaci age、五阿哥）と呼んで敬意を示した。幼少の頃から文武に励み、騎射に熟達し、経典を諳んじ、何事も兄より優れていた。父に従い若い頃から戦場を駆け巡り、ウラ（烏拉）部攻略では6つの城を落とすことに成功している。1615年に正白旗の旗主に取り立てられ、1616年には四大ベイレ（貝勒）となり、後金の最高指導者の一人となった。しかしこの頃、ヌルハチに兄への態度が尊大になったと叱責されている。
ヌルハチの後継者として長男チュイェンと次男のダイシャンの2人は外され、その後ヌルハチは正式な後継者を決めなかった。ヌルハチが死亡すると、ダイシャンの品性をホンタイジは批判した。ダイシャンの息子のヨトやサハリャンも積極的にホンタイジに協力し、結果的にダイシャンが折れてホンタイジが後継者となった。ヨトとサハリャンの2人は、ダイシャンの後継者の候補から外されていた。

### ヌルハチの後継者
ホンタイジがヌルハチの後を継ぐと、朝鮮が後金に叛いて親明政策を取るようになった。また明の武将なども積極的に登用するようになった。後金は明と断交しているために、当然朝貢が出来なくなっていたが、朝貢の利益は後金にとって非常に重要だったので、それまでは朝鮮を抜け道として間接的に明と通商していた。しかし朝鮮が叛いたことによってこの道が絶たれ、後金の国内には出荷することのできない人参や貂の毛皮などが山積みになった。この状況を打開するため、1627年1月に宿敵であった袁崇煥と和議の交渉をした。交渉は上手くいかず頓挫するが、明には朝鮮を援助する力がなくホンタイジは天聡元年（1627年）に従兄のアミン（阿敏）に3万の大軍を預けて朝鮮へ遠征させた（丁卯の役）。遠征の結果、朝鮮を弟、金を兄とする密約が結ばれた。

#### 大凌河城の戦い
1631年8月錦州の前線基地の大凌河城を攻めた。それまでは梯子をかけて斬り込む作戦を取っていたが、この戦いでは兵糧攻めを採用した。明軍は完全に身動きが取れなくなり、敵将袁崇煥の部下の祖大寿が10月に清に投降した。この時、ホンタイジは祖大寿を抱擁して籠城の苦労をいたわった。ホンタイジは祖大寿に錦州城の攻め方を聞くと「自分が投降したことを隠して錦州城に行き、金軍が攻めてきたときに城内で呼応する」と提案した。ホンタイジはそれを信じ、祖大寿とその弟祖大楽を錦州城に行かせた。実はこれは策略であり、ホンタイジを欺くものであった。ちょうどその頃、毛文龍の副将だった孔有徳、耿仲明は大凌河城救援を朝廷から命じられた。彼らは毛文龍を敬愛しており、毛文龍を処刑した明に叛旗を翻した。しかし明が察知して逆に撃退され、2人は逃亡した。1633年5月、船数百隻と共に2人は清に投降した。ホンタイジはこの知らせに大いに喜び、彼らに接見した時に抱擁して迎えた。また1633年10月、毛文龍の副将の尚可喜も帰順した。この3人は大砲、軍船を持参しており、後金軍の作戦に大いに役に立った。この3将は朝鮮や、入関戦争でも活躍し、後に王号を授けられて、漢三王と呼ばれることになる。しかし敵将袁崇煥の知るところとなり、敗退した。

### モンゴル遠征
西ではモンゴルのチャハル部も明と同盟を結び、後金に敵対するようになった。1627年、リンダン・ハーンがカルカ部に侵入し、ナイマン部、アオハン部はホンタイジに助けを求めた、またカラチン部、オルドス部、アバイ部、アスド部など諸部が手を結び、リンダン・ハーンと戦った。勝利はしたものの報復を恐れた諸部は、ホンタイジに救援を求め、ホンタイジは満蒙の連合の盟主となった。1628年、自ら兵を率いたホンタイジはトラド部の軍勢を破った。この年の秋、カラチン部、ナイマン部、アオハン部などの諸部と連携してシルガ、シベトゥ、タントゥなどに進軍し、大興安嶺まで勢力が達した。それから数年間にらみ合いが続いたが、天聡5年（1631年）にリンダン・ハーンに勝利した。1632年3月にリンダンが明に投降したことを知るとホンタイジは激怒し、ドルゴン、アジゲ、ドドを連れてジョーオダ（昭烏達）に着き、モンゴル諸部の兵と合流して総兵力は10万となった。しかしリンダンは捕まらず、6月に瀋陽に帰還する。その途上、ホンタイジはリンダン・ハーンが死去したことを知る。リンダン・ハーンの妻子がいることを知ったホンタイジは、次に妻子を捉えようと再び兵を進める。ドルゴン、ヨト、サハリャン、ホーゲはそれぞれ万騎を従え、1か月捜索を続けた。
逃亡生活に疲れた王妃とリンダンの息子エジェイは、元の玉璽（ハスボー・タムガ）をホンタイジに献上して帰順を願った。この帰順を喜んだホンタイジはリンダン・ハーンの罪を許し、エジェイを外藩親王に封じた。明の「西遼」をもって「東夷」を制するは挫折した。また1635年、貂皮などの産物を朝貢する黒竜江下流地域の部族に兵を派遣する。

### 大清皇帝
1636年4月11日、ホンタイジは玉璽を手に入れたことを機に、満洲人・漢人・モンゴル人の三者から推戴を受けた。すなわちハン（国王）から正式に皇帝となり、国号を大清国（daicing gurun）とし、併せて崇徳と改元した。ヌルハチは金国の再興を目指したが、既にその金国より広大になっており、単なる後継国でないことを内外にアピールする狙いがあった。また女真という呼称から満洲へと変更した。

#### 朝鮮征伐
ホンタイジは「北京を攻略することは今はできない。北京攻略は大樹を切り倒すように両端を斧で切り込んで行く。そうすれば大樹も倒れる。」と言い、目標を明から朝鮮に変更する。先に朝鮮はホンタイジの皇帝即位式に出席した使臣が拝礼を拒否し、清の建元も僭すると見なすなど、ホンタイジの皇帝即位を認めないという態度を明確にした。朝鮮人は女真を政治、経済、文化が朝鮮より遥かに劣る野蛮人と認識していた。1636年12月2日、ホンタイジはモンゴル人や孔有徳、耿仲明らの諸将と共に、総勢12万の軍勢で朝鮮に対する親征に乗り出した。清軍は次々に進軍して、朝鮮国王の仁祖がいる南漢山城を包囲した。城にはわずか1万2千人しか兵士がいなかった。王を救出しようと援軍が送られたが、その都度清軍に撃破された。山城から出撃したりもしたが、成果は上がらなかった。ホンタイジは降伏を呼びかけ、仁祖は1637年1月30日に降伏した。三田渡の壇上に座るホンタイジに、仁祖は三跪九叩頭の礼を取った。この戦いを丙子の役と言い、朝鮮と明の冊封関係を絶つことに成功し、朝鮮を清の冊封国とした。

#### 明との攻防
1636年5月30日、清軍は明に再び攻め入る。アジゲ、アバタイに命じて関内に攻め入らせた。同年8月12日、ドド、ドルゴンに山海関方面を攻撃するように見せかけて明を引き付け、アジゲ、アバタイは独石口から関内に延慶、居庸関、昌平を襲撃した。しかし北京攻略の意図はなく、8月末に帰還した。明の兵部尚書張鳳翼と宣大総督梁延棟は、この戦いの責任を取り自決した。

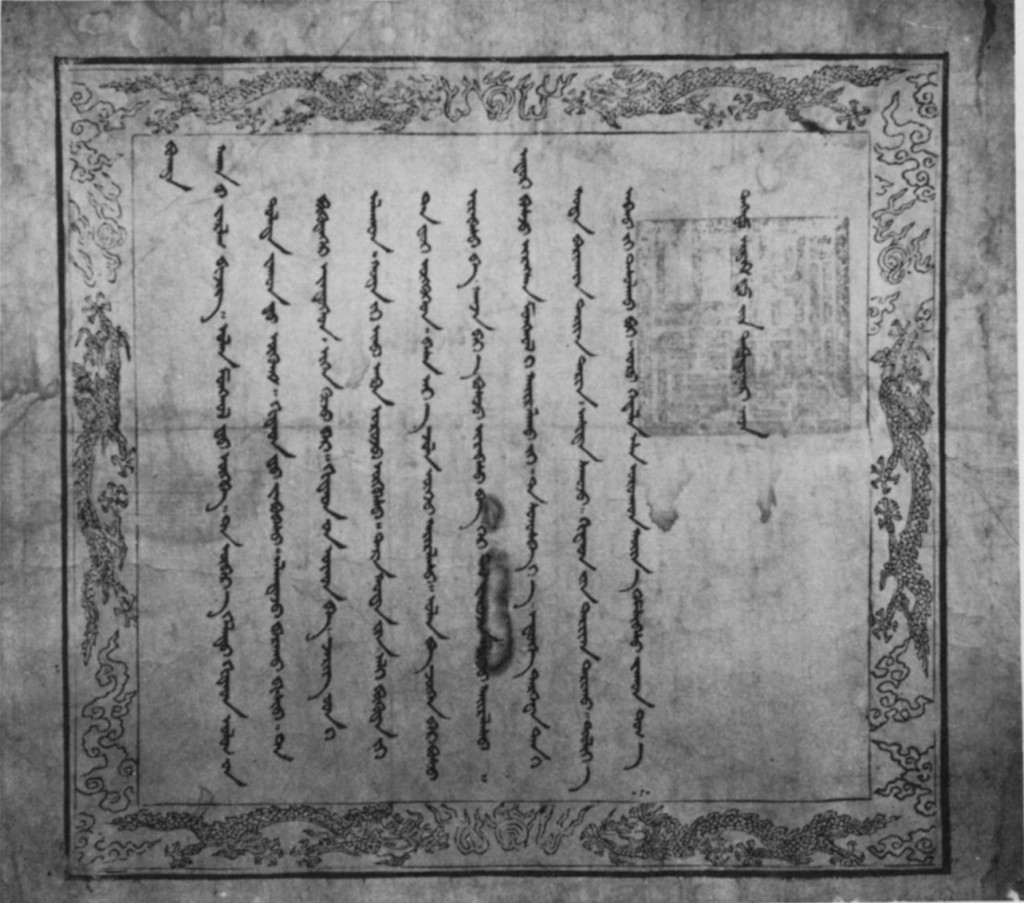
モンゴル語のホンタイジによる叙述は明の軍役にあった多くのモンゴルの領主に与えられた。押されている玉璽は元の玉璽とされる「制誥之宝」

1638年8月から翌年3月まで7か月間、ドルゴン、ホーゲ、アバタイの左翼軍とヨト、ドドの右翼軍が関内に襲撃した。この時、密雲総督呉阿衡が追撃して、逆に戦死した。明はこれに慌てたが、主戦派と和平派で真っ二つに分かれ、効果的な対応を決められないまま戦局を悪化させた。11月、高陽城の戦いで孫承宗が戦死した。12月に太監高起潜も監軍として出撃したが、なすところなく逃走した。主戦派リーダーの盧象昇5千は巨鹿で孤軍奮闘したが、殲滅された。巨鹿は北京南方にあり、清軍はここまで奥深く攻めた。1月、山東省の臨清、済南を攻撃した。済南では徳王朱由枢を捕らえる。この戦いで20万人以上の捕虜を得た。
1641年、清軍は錦州城を再び攻める。この戦いは補給線を保つために遼西を一掃しようとする本格的な明征伐だった。錦州城の制海権は明にあり、まだ余裕があったので、大凌河城と同じように包囲戦を敷いた。この戦いは孔有徳、耿仲明の「漢三王」の部隊もいた。また、清を欺いた祖大寿が守将であり、ホンタイジと因縁があった。錦州危うし、と崇禎帝は李自成と争っていた洪承畴を呼び出し、清軍を撃破するように大命を下した。洪承畴は8人の総兵と13万の軍勢を率いて錦州城に向かった。洪承畴は持久戦を提案して自分勝手な部下たちを説得した。しかし朝廷は長期間賄える食料がないことから短期決戦を要求する。洪承畴は憤慨したが、皇帝の命令なのでしぶしぶ従った。くしくもサルフの戦いのと同じ失敗をしてしまう。短期決戦を選んだ洪承畴は筆架山島に食料を置いて、兵には軽装させた。これを察したホンタイジは、ホーゲとアジゲに5千の兵を率いさせ食料を焼いた。清はこの大軍に錦州松山、杏山、などをすっかり包囲した。
この頃からホンタイジの体調が悪くなっていった。
洪承畴は決戦を主張したが、部下は包囲を突破して再び立て直すべきと主張し、実行した。しかし包囲は固く失敗する。その後将軍たちは逃げ出し、5万人以上の死傷者を出した。呉三桂は寧遠に戻り、洪承畴はなんとか松山城に帰還したが、兵は1万足らずだった。
ホンタイジはこのチャンスを逃さず松山城を攻めたので、洪承畴はいよいよ追い込まれる。清には祖大寿の息子祖可法が旧知の仲である夏承徳に袁崇煥の例を出して説得した。夏承徳は1642年2月、自分の息子をホンタイジに預けて投降する。2月21日、清の攻撃に夏承徳が呼応したこともあり、松山城は落城して洪承畴が捕らえられた。囚われた洪承畴は清に反抗したが、ホンタイジの寛大な態度に心動かされ、彼に忠誠を誓った。ホンタイジはこれに喜び洪承畴を厚遇した。洪承畴もこれに応えて清の入関に貢献し、靖南王に封じられている。松山城が落城したことで完全に孤立した錦州城の祖大寿は、息子の説得もあり投降した。ホンタイジは一度裏切った彼を許し、生計が立つようにした。洪承畴や祖大寿を重用したことは、明への政治的影響力が強く、その後は明の高官が帰順することが増えて、反清感情も和らいだ。
清軍内部では一気に寧遠城を攻めようとする意見が多くなるが、ホンタイジは兵を休めつつ朝廷に揺さぶりをかける方が良いと考えた。

### 突然の崩御
1642年、アバタイが大将となり、満洲、モンゴル、漢からなる大軍を率いて、再び清軍は関内に入った。ホンタイジはアバタイに対して、農民軍と明への対応を指示した。
- 和平を求める使者が来れば清皇帝に伝えること。
- 李自成軍と対峙した時は明征伐のために入関したことを十分に説明し、衝突を避けること。
- 農民軍兵を誤殺しないように、部下に厳重に注意すること。
- 農民軍が清に連絡を取りたい場合は手紙や使者を瀋陽に送ること。

そしてアバタイは雁門関を攻撃して、白騰蛟と白広恩の部隊を打ち破った。その後、河関を攻撃した後に衾州府を攻略した際、朱衣珮ら諸王及び官司数千人を虐殺した。
1643年5月、大量の捕虜と戦利品と共に瀋陽に凱旋した。アバタイが凱旋して3か月後、東北部を完全に掌握したホンタイジであったが、1643年8月9日に清寧宮で倒れ、急死した。51歳であった。死因については、脳出血などの疾患によるものだったのではないかとする研究がある。遼寧省瀋陽市の北にある昭陵に葬られた。

## 政治制度
明に倣って六部を創設し、漢人官僚を登用することで、それまでの部族連合体から中華的な中央集権帝国への移行を目指した。さらに上下の等級制度や衣冠の区別を付けるように奨励し、儒教を学び、内秘書院大学士范文程などに孔子や孟子を祀らせ、祭文を書かせた。また騎馬民族の慣例であるレビラト婚（兄が死ぬと兄の妻を弟が娶る）や義母を娶ることを禁じ、厳罰化した。殉死の強要も廃止された。清は捕虜や連れてきた農民に耕作させる農奴制を採っていたが、ホンタイジはこれを改良して、自立した農民を増やした。ホンタイジは農業を奨励し、農業の妨げとなる建築や補修を規制した。また、貴族たちに勝手に農民を使役することや鷹狩りで田畑を荒らすことを禁じた。農民には耕牛や農具の支給もした。さらに、農民3人に2人は兵役を免除するなどして、生産は向上した。その結果、商業や手工業も発達した。市場では蜂蜜や人参と明の布地や日用品と交換された。ホンタイジは農業生産や経済力を身に付け、明との決戦に備えた。
一方で漢人は最下層であり、農作物は女真人の手に渡り、財産も最小限に抑えられ、死ぬと家族は相続できなかった。外交面は父ヌルハチより柔軟な考えで、明の臣を受け入れ、皇帝は序盤には和平工作もしている。
天聡6年（1632年）、ホンタイジはダハイ（達海）に命じて満洲文字を無圏点文字から有圏点文字に改良した。

## 親族の粛清
ホンタイジは従兄のアミンに朝鮮へ遠征させ、朝鮮を弟、金を兄とする密約を結んだ。アミンは自身を外藩の王にするよう申し出たが、自らの力を弱めることを恐れたホンタイジは、これを断り叱責する。またこの頃から、アミンに対して警戒を強める。帰国したアミンはホンタイジによって幽閉された。アミンはシュルハチ (ヌルハチ弟) の息子である。ヌルハチの実子たちの方が当然立場は強い。しかしホンタイジは、アミンにも容赦はしなかった。罪状は分派活動したこと、君命に従わなかったこと、永平などを放棄して漢人を虐殺したこと、である。アミンは10年後に死亡する。この裁決に他の兄たちは恐れ、女真伝統の合議制は崩れ、ホンタイジの独裁色が強くなっていく。
1629年、ホンタイジは兄のマングルタイと関係が悪化する。入関戦争の時ダイシャンとマングルタイは撤退を提案したが、ホンタイジは拒否した。この時は他の諸貝勅がホンタイジに賛成したので事なきを得たが、マングルタイは弟が尊大な態度を取るようになったことで不満を募らせた。1631年8月、大凌河城でマングルタイは自分の軍を補充するために立て直して欲しいと申し出たが、ホンタイジはマングルタイの戦闘が悪いと非難した。この言葉に激怒したマングルタイは刀を抜こうとした。弟のデゲレが押しとどめ、幕舎の外に連れ出した。この時の処罰は軽く、家僕の没収のみで済んだ。その処分から9か月後にマングルタイは死亡した。1635年、マングルタイの家僕であるレンセンギは「マングルタイは弟デゲレ、妹マングジ、妹の夫サノムと共に謀反を起こそうとした」と告発した。さらに幽閉中のアミンと連絡を取ったとも述べた。ホンタイジはマングジとマングルタイの息子エビルンを処刑し、マングルタイの正妃や子供、デゲレの子供は庶民に落とされた。マングルタイの正妃はホンタイジが子供の頃の面倒を見ており、ホンタイジに対して「恩知らず」と罵った。

## 本名
ホンタイジの本名については多説ある。
- 「アバハイ」説：欧米人の著作中には、アメリカのArthur W. Hummel Sr. (Eng.) が編纂した人物事典『Eminent Chinese of the Ch'ing Period (1644–1912)』(『清代名人伝略』, 1943) (Eng.) を代表として、ほかにもE. Hauerの『Handwörterbuch der Mandschusprache』(『満独辞典』, 1952) などに、ホンタイジの本名を「アバハイ」とするものが存在する。しかしこの説については、清朝の漢文・満文両言語の史料は固より、明朝、李朝の史料にも確認されず、長年その典拠が疑問とされてきた。結果的には、G. Staryの一連の研究に由って、元号「天聡」の満洲語訳である「ᠠᠪᡴᠠᡳ ᠰᡠᡵᡝ (abkai sure)」の「abkai」が個人名であると誤認されたことが混乱の原因であると結論された[25]。
- 「ヘカン」説：京都帝國大學の東洋史学科で内藤湖南らに師事した三田村泰助によって、戦前に提唱された。同説によると、明の陳仁錫『山海紀聞』には「黄旗下是喝竿汗老奴第四子也」という記載が、『李朝仁祖実録』には「奴酋死後第四子黒還勃烈承襲」という記載がみられ、この「喝竿」と「黒還」がすなわちホンタイジの本名に他ならず、「ヘカン」と読むべきであるという。そしてホンタイジという名称の由来については、母・イェヘナラ氏の民族の出自がそもそもモンゴルの (トゥメト部) とされるため、モンゴル語で「王子」を意味する「ᠬᠤᠩ ᠲᠠᠶ᠋ᠢᠵᠢ (qong tayiǰi)」で呼び習わされた為としている。更に後には杉山清彦がこれを補完し、「実名の忌避にとどまらず、本名を記録から抹消してしまった(とみられる)」としている[25]。
- 「ホンタイジ」説：立命館大学の増井寛也は、三田村・杉山両氏の説に対し、「喝竿」と「黒還」の発音が「ヘカン」よりもむしろ「ホカン」に近いことを指摘した上で、ホンタイジに対する呼びかけとして満洲語史料に「ホォゲ(太宗長子)の父ベイレ」(hooge ama beile) がみられることを挙げ、「喝竿」や「黒還」などは「ホォゲ」の漢字音訳にすぎず、従って少なくともホンタイジの本名は「ヘカン」ではないとする。その上で、ヌルハチ妃のウラナラ氏の本名・アバハイが、「ハンの娘」を意味するモンゴル語「ᠠᠪᠠᠬᠠᠢ (abaqai)」に由来したのと同様に、ホンタイジの本名が「ホンタイジ」であるのは、貴人に相応しいからであると結論した[25]。

## 人物
- ヌルハチと同じように『三国志演義』を愛読して、政治、軍事の参考にした[26]。
- 漢人の風俗を取り入れたが、満洲人の特性は受け継ぎたいと思い、子弟、家臣に騎射を奨励した[26]。

## 后妃

### 崇徳以前
- 元妃ニョフル氏：1612年死去。
  - 三子・ロボホイ (洛博会lobohoi)：夭逝。

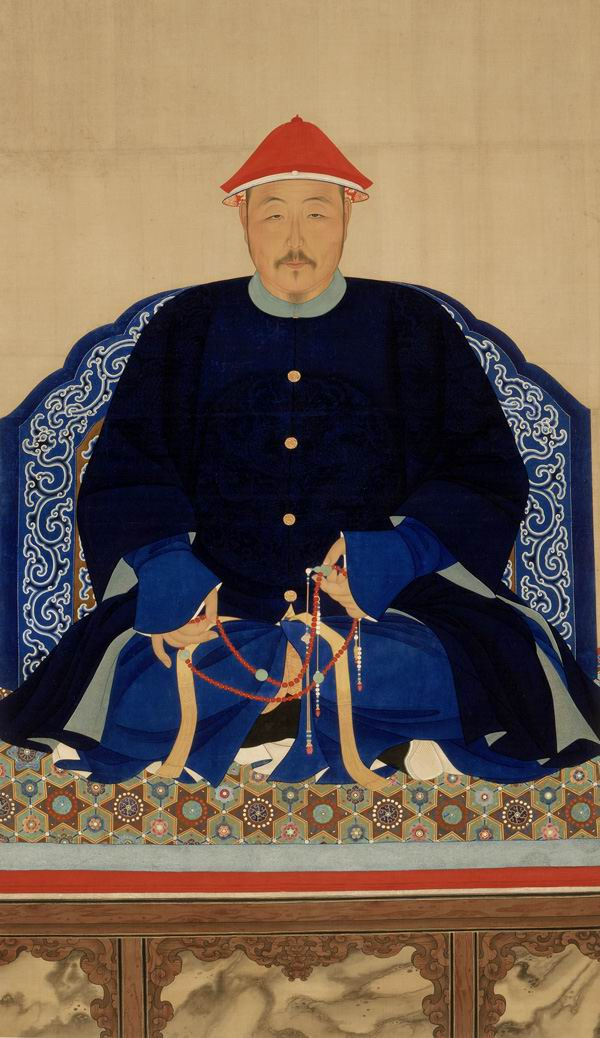
清太宗常服袍褂像（北京故宮博物院蔵）

- 継妃ウラナラ氏：1623年離婚。
  - 長子・ホーゲ：粛親王。
  - 二子・ロゲ (洛格loge)：夭逝。
  - 長女：敖漢固倫公主。

### 崇徳年間

#### 后妃
- ボルジギト氏ジェルジェル：孝端文皇后。
  - 二女：固倫温荘長公主。
  - 三女：固倫靖端長公主。
  - 八女：固倫永安長公主。
- ボルジギト氏ブムブタイ：永福宮荘妃→孝荘文皇后諡号。
  - 九子・フリン：順治帝。
  - 四女：固倫雍穆長公主。
  - 五女：固倫淑慧長公主。
  - 七女：固倫淑哲長公主。
- ボルジギト氏ハルジョル：関雎宮宸妃敏恵恭和元妃。
  - 八子：夭折。
- ボルジギト氏ナムジョン：麟趾宮貴妃懿靖大貴妃。
  - 十一子・ボムボゴル (博穆博果爾bombogor)：襄親王。
  - 十一女：固倫端順長公主。
- ボルジギト氏バトマゾー：衍慶宮淑妃康恵淑妃。

#### 妾媵
- 側妃イェヘナラ氏
  - 五子・ショセ (碩塞šose)：承沢親王。
- 側妃 ジャルート・ボルジギト氏
  - 六女：固倫公主。
  - 九女
- 庶妃ナラ氏（nara hala、納喇氏）
  - 六子・ガオセ (高塞g'aose)：鎮国公。
  - 十女：県君。
  - 十三女
- 庶妃キレイ氏 (奇塁kirei氏)
  - 十四女：和碩建寧長公主。
- 庶妃ヤンジャ氏 (顔扎yanja氏)
  - 四子・イェブシュ (葉布舒yebušu)：輔国公。
- 庶妃イルゲンギョロ氏
  - 七子・チャンシュ (常舒cangšu)
- 庶妃姓氏不詳
  - 十子・トーセ (韜塞toose)：輔国公。
- 庶妃姓氏不詳
  - 十二女